# Каменка (Пугачёвский район)
Каменка — село в Пугачёвском районе Саратовской области России, в составе сельского поселения Заволжское муниципальное образование.

## История
В Списке населённых мест Самарской губернии по данным 1859 года населённый пункт упомянут как казённое и удельное село Каменка Николаевского уезда при реке Большой Иргиз, расположенное в 12 верстах от уездного города Николаевска по почтовому тракту из Николаевска в город Вольск Саратовской губернии. В селе имелось 280 дворов и проживали 1331 мужчин и 1396 женщин.

После крестьянской реформы Каменка стала волостным селом Каменской волости. Согласно Списку населённых мест Самарской губернии по сведениям за 1889 год в селе насчитывалось 538 дворов и проживало 3940 жителей (бывшие казённые и удельные крестьяне, русские, православного и старообрядческого вероисповеданий). В селе имелись церковь, волостное правление, работали урядник, сельский банк, 1 водяная и 22 ветряные мельницы. Согласно переписи 1897 года в Каменке проживали 2847 человек, из них православных — 2186, старообрядцев — 659.
Согласно Списку населённых мест Самарской губернии 1910 года в Каменке имелось 574 двора и проживало 1639 мужчин и 1699 женщин. Функционировали церковь, молитвенный дом, земская и церковно-приходская школа, волостное правление, урядник, 12 ветряных мельниц.

## Физико-географическая характеристика
Село находится в Заволжье, на правом берегу реки Большой Иргиз, на высоте около 40 метров над уровнем моря. Почвы: в пойме Иргиза - пойменные нейтральные и слабокислые, выше поймы - чернозёмы южные.
Село расположено примерно в 11 км по прямой в юго-западном направлении от районного центра города Пугачёв. По автомобильным дорогам расстояние до районного центра составляет 14 км, до областного центра города Саратов — 220 км, 61 км - от города Балаково, до Самары — 195 км.
Часовой пояс
Каменка, как и вся Саратовская область, находится в часовой зоне МСК+1. Смещение применяемого времени относительно UTC составляет +4:00.

## Население
Динамика численности населения по годам:
| Годы      | 1859 | 1889 | 1897 | 1910 | 2002 |
| --------- | ---- | ---- | ---- | ---- | ---- |
| Население | 2737 | 2709 | 2847 | 3238 | 750  |

| 2002 | 2010 |
| ---- | ---- |
| 750  | ↗775 |

Национальный состав
Согласно результатам переписи 2002 года русские составляли 86 % населения села